# Chitonochilus
Chitonochilus là một chi thực vật có hoa trong họ, Orchidaceae.